# Uvarispora lignicola
Uvarispora lignicola är en svampart som beskrevs av Goos & Piroz. 1975. Uvarispora lignicola ingår i släktet Uvarispora, divisionen sporsäcksvampar och riket svampar.   Inga underarter finns listade i Catalogue of Life.